# Ferme de vigneron (Gueberschwihr)
La ferme de vigneron est un monument historique situé à Gueberschwihr, dans le département français du Haut-Rhin.

## Localisation
Ce bâtiment est situé au 10, rue des Forgerons à Gueberschwihr.

## Historique
L'édifice fait l'objet d'une inscription au titre des monuments historiques depuis 1999.